# Livländischer Krieg
Narva I – Dorpat – Ringen – Tirsen – Ermes – Fellin – Sewerien – Newel – Polozk – Ula I – Oserischtsche – Ula II – Reval I – Weißenstein – Lode – Wesenberg – Reval II – Wenden – Polozk – Sokol – Narva II – Tschernigow – Welikije Luki – Toropez – Nastasjino – Sawolotschje – Padis – Schklow – Narva III – Radziwill-Feldzug – Pskow – Ljalizy – Oreschek
Der Livländische Krieg von 1558 bis 1583, auch als Erster Nordischer Krieg bezeichnet, war der erste einer Reihe kriegerischer Konflikte zwischen Schweden, Polen-Litauen, Dänemark und dem Zarentum Russland um die Vorherrschaft im Ostseeraum.

## Vorgeschichte

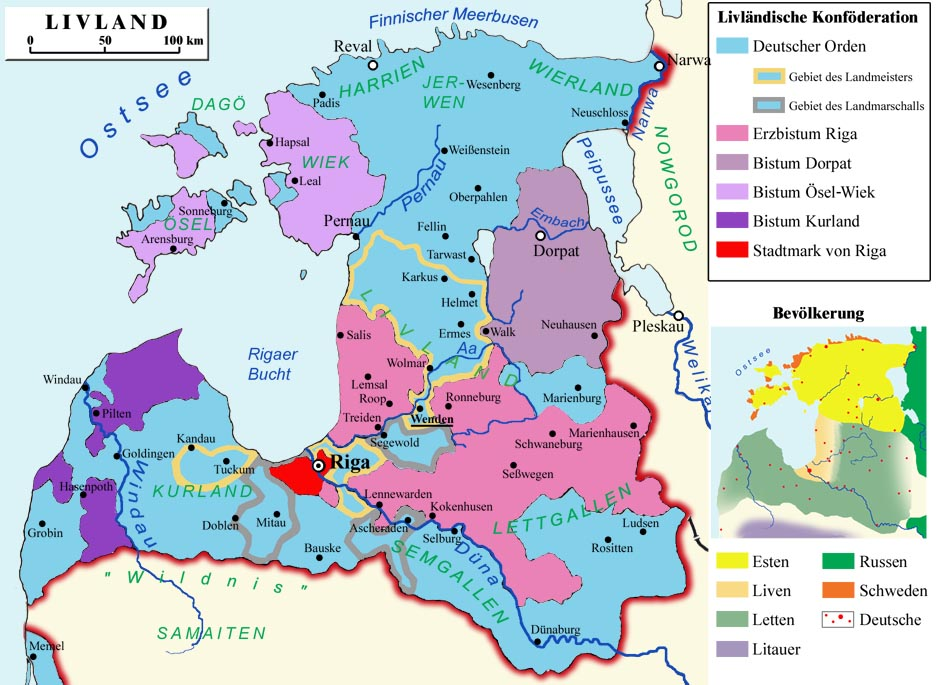
Livländische Konföderation

Von 1237 bis 1561 war Alt-Livland (ab 1346 das sog. Marienland Livland) Teil des Deutschen Ordens. Immer wieder kam es zu Streitigkeiten mit den benachbarten russischen Republiken Pskow und Nowgorod, die sowohl religiöse (Nordische Kreuzzüge) als auch wirtschaftliche Gründe hatten. Über Livland verliefen wichtige Handelsrouten zwischen Westeuropa und Russland, was die Livländische Konföderation politisch und ökonomisch ausnutzte. Konflikte um die Ostseeherrschaft hatte es bereits früher zwischen Nowgorod, dem Deutschen Orden und Schweden gegeben. So erbte das Großfürstentum Moskau infolge der Eroberung Nowgorods 1478 auch die Konflikte mit dessen Nachbarn. Bereits im Russisch-Livländischen Krieg 1480–1481 unterstützte Iwan III. die Republik Pskow gegen Livland und verwüstete Gebiete von Dorpat bis Riga. 1492 gründete er gegenüber der Ordensfestung Narwa die Festung Iwangorod, die auch gegen Schweden gerichtet war, von dem Iwan III. Teile Kareliens forderte. Die Schweden schleiften jedoch nach russischen Angriffen 1496 Iwangorod, bevor im folgenden Jahr ein Waffenstillstand abgeschlossen wurde. Zwischen Livland und Russland kam es von 1501 bis 1503 zu einem erneuten Krieg. 1502 konnte Landesmeister Wolter von Plettenberg den Angriff Russlands unter Iwan III. ein letztes Mal zurückdrängen.
Im Jahre 1523 begann in Livland die Reformation, die sich zunächst hauptsächlich in den Städten verbreitete. In Alt-Livland, das ohnehin schon zersplittert war, rief die Reformation weitere Spannungen hervor. Bis zur Mitte des 16. Jahrhunderts hatten sich die bisherigen Kräfteverhältnisse im Ostseegebiet verschoben. Russland war erstarkt und suchte den Weg nach Europa. Auch Polen-Litauen, Dänemark und Schweden beanspruchten einen Teil des alt-livländischen Erbes für sich.
Mit der Eroberung der Khanate von Kasan (1552) und Astrachan (1556) schien es dem jungen Zaren Iwan IV. endgültig gelungen zu sein, Russland vom Tatarenjoch zu befreien, und viele hofften, dass er sich nach diesen Siegen nun gegen das Khanat der Krim wenden würde. Doch Iwan suchte sich stattdessen einen schwächeren Gegner: Ein Sieg gegen den Ordensritterstaat in Livland versprach freien Zugang zur Ostsee. Livland war durch die erst 1557 beigelegte livländische Koadjutorfehde geschwächt.

## Kriegsverlauf

### Zerfall Alt-Livlands

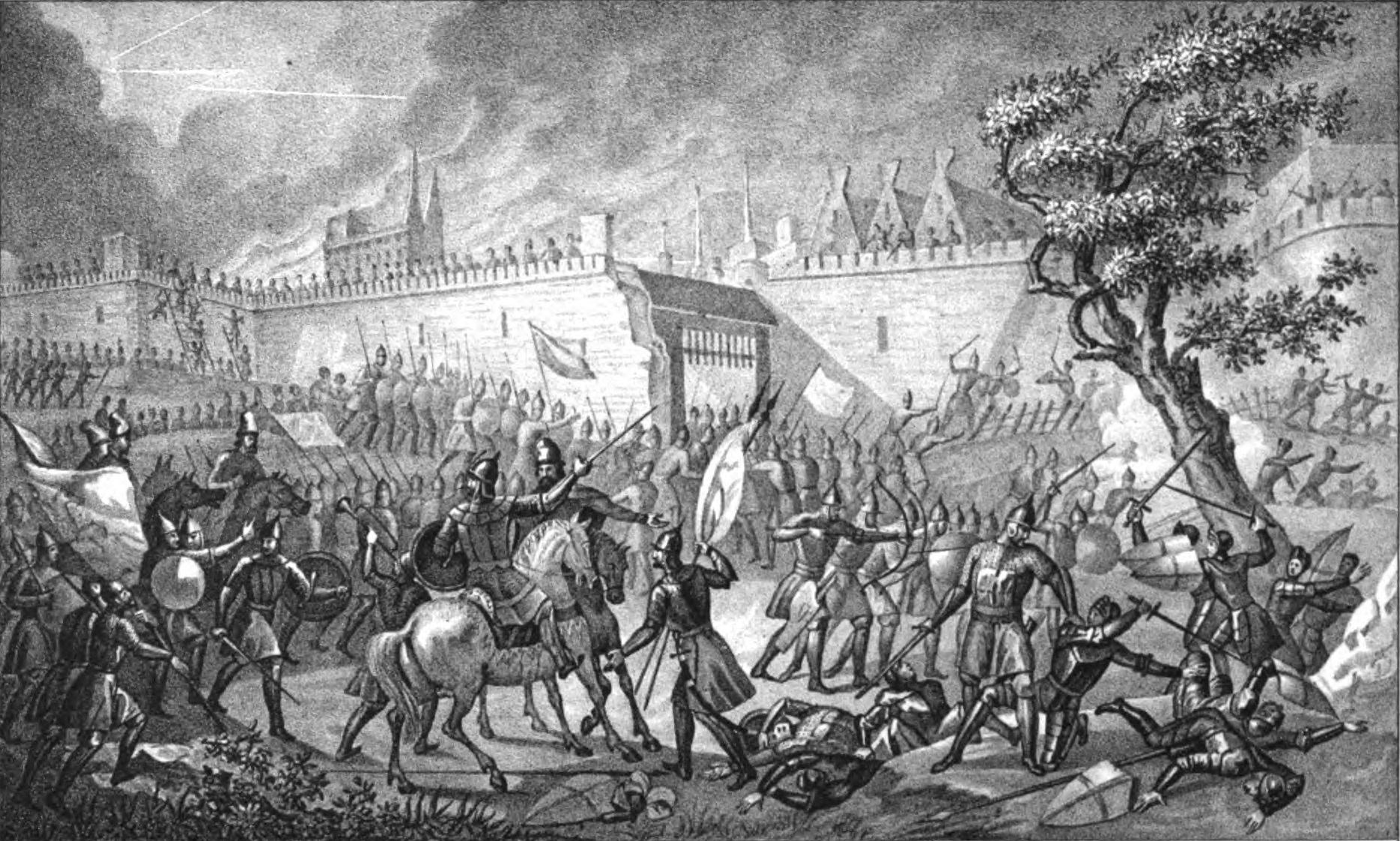
Belagerung von Narwa 1558

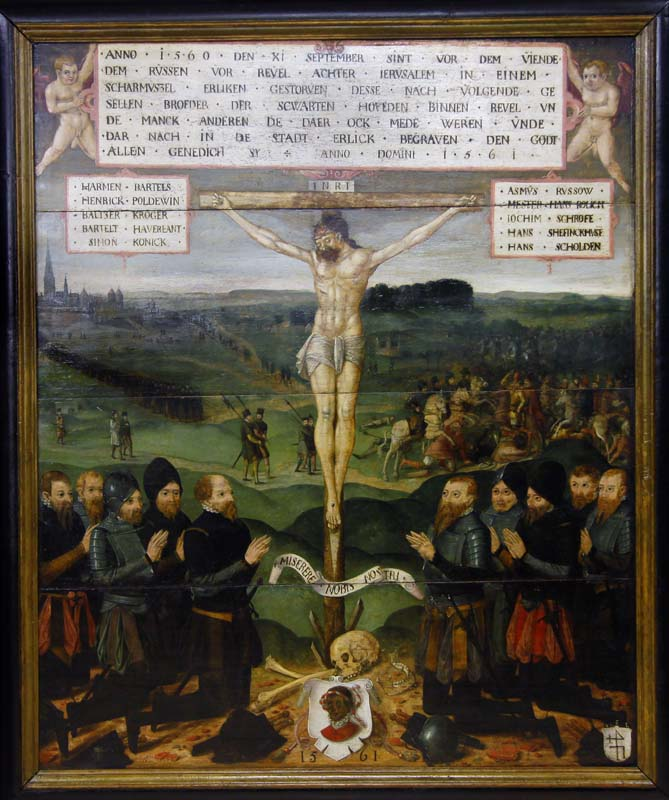
Schwarzhäupter-Epitaph in Tallinn zur Erinnerung an 10 in einem Scharmützel im September 1560 gefallene Mitglieder der Bruderschaft

Der Livländische Krieg begann 1558 mit dem Einmarsch russischer Truppen in Livland. Als Anlass für den Überfall diente Iwan die Verweigerung der von seinem Großvater über das Stift Dorpat verhängten Tributzahlung durch den Orden. Der geforderten Nachzahlung konnten die sich seit dem Zweiten Thorner Frieden von 1466 unter polnischer Oberhoheit befindlichen Ritter nicht mehr nachkommen. Narwa fiel am 11. Mai 1558; Neuhausen am 29. Juni; Dorpat am 18. Juli 1558. Der Norden der Konföderation wurde rasch besetzt. Mit der Eroberung Narwas gewann Russland vorübergehend (bis 1581) einen unmittelbaren Zugang zur Ostsee. Nachdem die russischen Truppen im Herbst bis vor Reval vorgedrungen waren, sich dann aber nach Narva und Dorpat zurückgezogen hatten, brachen sie im Januar 1559 ein drittes Mal in Livland ein, jetzt in die erzstiftischen Gebiete mit Stoßrichtung Riga. Den Augsburger Reichstag ersuchte der Komtur Georg Sieberg von Wischlingen im Auftrag des Hochmeisters Wolfgang Schutzbar im April 1559 um Hilfe. Obwohl Livland Teil des Reiches war, kam es nicht zu einem „gewaltigen gegenzug“, da ein Ausschuss des Reichsfürstenrates zu dem Schluss kam, dass kurzfristig kein Heer aufgestellt werden könne.
Die dänische Gesandtschaft, die in Moskau unter Hinweis auf die dänischen Hoheitsrechte über Estland einen für Livland möglichst günstigen Frieden anstreben sollte, konnte dort zwar nur einen am 11. April vereinbarten Waffenstillstand für sechs Monate (Mai bis Oktober 1559) erreichen; ein Tatareneinfall ließ es dem Zaren angezeigt erscheinen, seine Ambitionen auf Livland vorübergehend zurückzustellen. Bereits im November, gleich nach Ablauf des Waffenstillstands, kam es zu neuen Aktionen russischer Truppen, und im Februar 1560 gelang ihnen die Eroberung der Marienburg, einer Grenzburg des Ordens. Am 2. August 1560 fand die Schlacht bei Ermes statt, wo das vereinte Heer des Ordens, von Polen unterstützt, von den Russen vernichtend geschlagen wurde. Am 20. August fiel die Stadt Fellin mit der stärksten Ordensburg in Livland. Anfang September drangen gegen Reval und Pernau vorrückende russischen Truppen plündernd in die Wiek ein. Das war das Ende des livländischen Ordenszweigs. Die russischen Truppen zogen sich Ende 1560 nach Wierland und Dorpat zurück und verblieben dort 1561, so dass in dem Jahr die Waffen schwiegen.
Im Jahre 1561 löste sich der Ordensstaat Altlivland auf, und überwiegend deutsch-adelige Vasallenschaften begründeten in diesem Gebiet die Livländische Ritterschaft. Dies und die russischen Erfolge dienten als Anlass für die Internationalisierung des Konfliktes, als sich die umliegenden Mächte einzelne Teile des aufgelösten Livlands aneigneten. Ein Teil der livländischen Stände unterstellte sich 1561 dem König von Polen, so schloss Gotthard Kettler, der letzte Landmeister des Deutschen Ordens in Livland, 1561 mit Sigismund II. Augustus ein Abkommen, durch das aus dem Ordensland das Herzogtum Kurland und Semgallen unter polnischer Lehnshoheit entstand.  Die Stände der Insel Ösel und das Stift Pilten hatten sich schon 1559 der dänischen Krone unterstellt und der dänische Prinz Magnus ging am 16. April 1560 mit 300 Soldaten auf Ösel bei Arensburg an Land. Der festländische Teil des früheren Piltener Stiftsgebietes ging 1563 an Schweden verloren, konnte jedoch wiedergewonnen werden.
1561 unterstellten sich die Stadt Reval und die harrisch-wierische Ritterschaft freiwillig Schweden. Die kleineren Städte im nördlichen Altlivland hingegen eroberte Schweden durch Waffengewalt. Nur die Stadt Riga behauptete noch bis Januar 1581 ihre selbständige (reichsunmittelbare) Stellung. Als offenkundig war, dass sich die Stadt gegenüber den umgebenden Mächten (Polen-Litauen, Schweden, Russland) nicht würde behaupten können, unterstellte sich Riga 1581 dem polnischen König Stephan Báthory und huldigte ihm. Im Gegenzug bestätigte König Stephan durch das Corpus Privilegiorum Stephanorum der Stadt ihre herkömmlichen Freiheiten und Privilegien.

### Krieg zwischen Russland und Litauen

Karte Polen-Litauens nach der Union von Lublin 1569:
Polen-Litauen
Vasallentümer Herzogtum Preußen und Kurland

Da die Ereignisse in Livland eine Verlängerung des 1562 auslaufenden Waffenstillstandes zwischen Litauen und Russland nicht mehr zuließen, eröffnete Iwan IV. einen neuen mehrjährigen Waffengang an der seit langem umstrittenen weißrussischen Grenze, und die Polen animierten die Krimtataren zu neuen Einfällen nach Russland. Indem der Krieg an Raum und Teilnehmern zugenommen hatte, zerfiel er zunehmend in kleinere Aktionen. Raubzüge und Überfälle bestimmten zunehmend das Geschehen.
Anfang 1562 drangen im Krieg gegen Litauen russische Heere bis nach Schklou, Orscha, Dubrouna und Witebsk vor und Iwan IV. nahm mit 60.000 Mann die strategisch wichtige litauische Festung Polazk ein. Die Heerführer Iwans IV. brachten nahezu das ganze Polozker Land nördlich der Düna unter ihre Kontrolle.
Erschrocken durch diesen Verlust, schlossen die Litauer einen Waffenstillstand mit dem Zaren, der für die Garantie eines dauerhaften Friedens jedoch die Herrschaft über Polazk und Livland forderte. Als seine Forderung zurückgewiesen wurde, griff der Zar im Januar 1564 erneut das Großfürstentum Litauen an. Doch die 25.000 Mann starke Armee des Fürsten Pjotr Schujski wurde am Fluss Ula bei Polazk am 26. Januar 1564 in der Schlacht an der Ulla und am 7. Februar in der Schlacht bei Orscha durch ein von Hetman Mikołaj Radziwiłł Rudy herangeführtes litauisches Heer geschlagen. In der Folge kam es zwischen den beiden Parteien nur noch zu kleineren Gefechten, die ab und zu durch Friedensverhandlungen unterbrochen wurden.
Als die litauische Gesandtschaft 1566 versuchte, Polazk und Smolensk auf diplomatischen Wege zurückzuerhalten, verlangte Iwan dafür Riga. Daraufhin beschlossen die regierenden Kreise des Großfürstentums, zur Schaffung einer besseren Verhandlungsposition auf russisches Gebiet vorzudringen. Aber der Angriff 1567/68 bei Maladsetschna, für den mit mehr als 40.000 Mann die stärkste Armee in der Geschichte Litauens aufgestellt worden war, schlug fehl. Die Kriegshandlungen wurden auf kleiner Flamme fortgesetzt. Die russischen Heerführer vermieden offene Kämpfe und verschanzten sich in ihren Festungen, wodurch sich der Krieg in die Länge zog.
Die anwachsende russische Bedrohung war einer der Beweggründe dafür, dass Polen und Litauen, die bisher schon „in Personalunion“ von einem gemeinsamen König regiert worden waren, sich im Jahre 1569 in der Union von Lublin zusammenschlossen. Mit dieser „Realunion“ wurde ein gemeinsames Staatswesen geschaffen. Ein dreijähriger Waffenstillstand ab Juni 1570 bestätigte schließlich den beiderseitigen Besitzstand zwischen Russland und Polen-Litauen.
Bereits 1563 war es auch zu einem offenen Krieg zwischen Schweden und dem traditionellen Widersacher Dänemark und mit Polen gekommen, der als Dreikronenkrieg bzw. Nordischer Siebenjähriger Krieg in die Geschichte eingegangen ist. Dieser wurde jedoch nur zeitweilig in Livland ausgetragen, da sich Schweden und Dänemark vorrangig an der nordischen Front und zur See engagierten, so dass sie außerstande waren, überdies an der baltischen Front starke Kräfte gegeneinander einzusetzen.
Gegenüber dem Zaren suchte König Erik XIV. deshalb Frieden zu halten.

### Russisches Vasallentum Königreich Livland und Krieg mit Schweden

Kriegskarte Livlands zwischen 1570 und 1577.
von Russland 1570 gehalten
von Russland zwischen 1572 und 1577 gehalten
von Litauen besetzt

Von Arensburg aus unterhielt Magnus von Holstein 1569 Verbindungen zu Vertrauensleuten des Zaren, der sich zu einem erneuten Vorgehen gegen Livland entschlossen hatte mit dem Ziel, dort ein von Russland abhängiges livländisches Staatswesen zu etablieren. Während die seitens des Zaren zunächst angesprochenen ehemaligen Ordensmeister Fürstenberg und Kettler es abgelehnt hatten, sich an die Spitze eines solchen Staatswesens setzen zu lassen, war Magnus gewillt, die Rolle eines Vasallen des Zaren zu übernehmen. Der Zar wollte damit die Livländer zum Übertritt auf seine Seite veranlassen. Nachdem eine von Magnus im Herbst 1569 nach Moskau abgefertigte Gesandtschaft die das Vorhaben des Zaren näher klärenden Verhandlungen geführt hatte, traf Magnus im Juni 1570 selbst in Moskau ein, um dort vom Zaren alsbald mit dem Titel König in Livland ausgezeichnet zu werden. Sein ihm vom Zaren zugewiesenes Territorium beschränkte sich auf das von den Russen besetzte Oberpahlen, wobei vorgesehen wurde, dass an das Königreich von Magnus weiterhin die von ihm selbst künftig eroberten Gebiete fallen sollten sowie ein ihm vom Zaren nach dessen Ermessen zuzuweisender Anteil von den künftigen russischen Eroberungen.
Nachdem der schwedische König Erik im Jahre 1568 durch seinen Bruder Johann III. abgelöst wurde, änderte sich das russisch-schwedische Verhältnis jedoch. Durch die Machtübernahme Johanns III. zum neuen schwedischen König trat dort eine grundsätzliche außenpolitische Umorientierung ein. Der gestürzte König Erik XIV. hatte die Neutralität Zar Iwans IV. mit zahlreichen Zugeständnissen im Baltikum erkauft. Johann ging nun ein Bündnis mit Polen-Litauen ein. Folgerichtig musste Russland zum neuen direkten Gegner werden. Ein Krieg wurde von beiden Herrschern gewünscht, wodurch noch über Generationen das Verhältnis zwischen Schweden und Russen belastet wurde.
So setzte ein langjähriger Krieg zwischen Schweden und dem russischen Zarentum um karelische, nowgorodische und livländische Territorien ein. Die versprochene polnische Hilfe blieb nach dem Tod Sigismund Augusts 1572 aus. Zar Iwan IV. konnte nahezu jede Burg und jedes Schloss Johanns III. in Livland erobern. Russische sowie von Magnus gestellte Truppen begannen im August Reval zu belagern. Während der Belagerung wurde im Dezember der Nordische Siebenjährige Krieg zwischen Schweden und Dänemark durch den Stettiner Frieden beendet und Ösel darin vom dänischen König dem Machtbereich von Magnus entzogen. Die vom Zaren in den Einsatz von Magnus bei der Belagerung von Reval gesetzten Hoffnungen erfüllten sich nicht. Im März 1571 wurde die Belagerung abgebrochen. Den russischen Truppen gelang zwar 1573 die Eroberung der von den Schweden gehaltenen Festung Weißenstein in Livland. Die für eine Beherrschung der Ostsee wichtige Stadt Riga konnte aber nicht mehr eingenommen werden.
Einer Weisung des Zaren folgend begab sich Magnus nunmehr in sein Königreich, wo er zunächst in Oberpahlen und später in Karkus residierte. Obschon Magnus sich enger mit dem Zarenhaus verband – er heiratete im April 1573 in Nowgorod die Fürstin Maria Wladimirowna, eine 13-jährige Nichte des Zaren – und die Russen ihren Herrschaftsbereich in Livland ab 1573 auf immer neue Gebiete ausdehnten, hatte man für ihn jahrelang keine rechte Verwendung. In Vorbereitung eines großangelegten Einfalls russischer Truppen in den von Polen besetzten Teil Livlands bestellte ihn der Zar Ende Juni 1577 zu sich nach Pleskau. Magnus wurde angewiesen, keinesfalls in die Teile Polnisch-Livlands einzudringen, welcher sich die Russen im Laufe ihres Feldzuges zu bemächtigen gedachten. Magnus gehorchte, setzte sich aber Anfang 1578 heimlich, wohl über See, nach Pilten ab. 1576/77 stieß Iwan IV. erneut ins Ostbaltikum vor und eroberte das von Schweden besetzte Estland und das von Polen besetzte Livland. Magnus ließ es indessen dazu kommen, dass sich ihm, aus Furcht vor den Russen, feste Plätze unterwarfen, die der Zar für sich beanspruchte, so Ascheraden, Lennewarden, Erlaa und schließlich sogar das befestigte Kokenhusen. Eine blutige Strafexpedition russischer Truppen nach Kokenhusen war eine Folge, eine andere die Verhaftung von Magnus durch den Zaren am 31. August vor dem von den Russen belagerten Wenden. Als ein Teil der Wendener Besatzung sich aus Verzweiflung Tage später in die Luft sprengte, befand sich Magnus als Gefangener im Feldlager des Zaren. Wochen danach entließ der Zar ihn in Dorpat mit der Weisung, nach Karkus zurückzugehen.

### Polnische und schwedische Gegenangriffe ab 1578

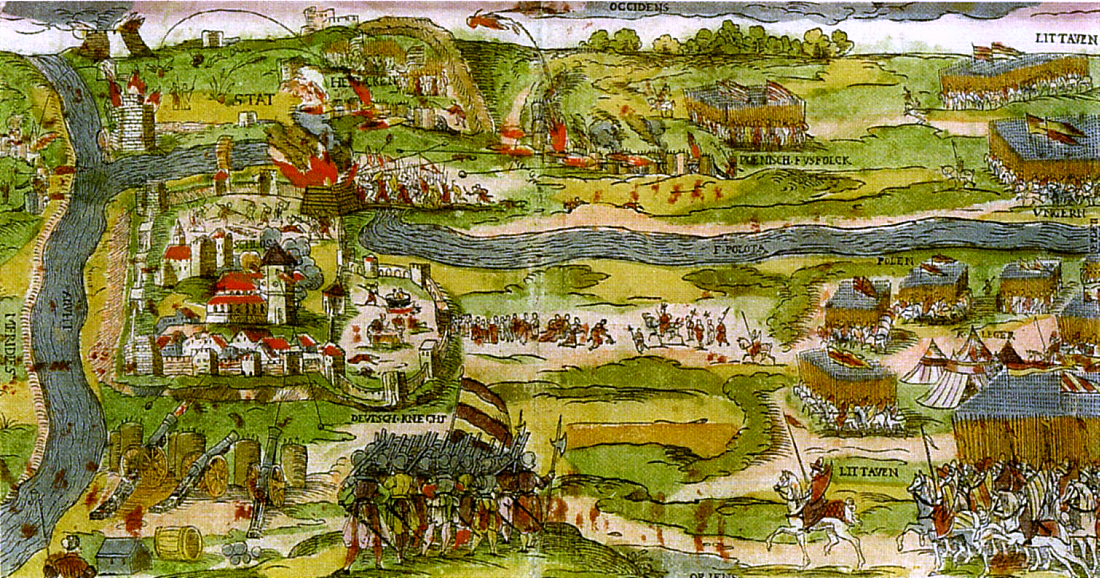
Belagerung von Polazk durch polnische Kräfte 1579

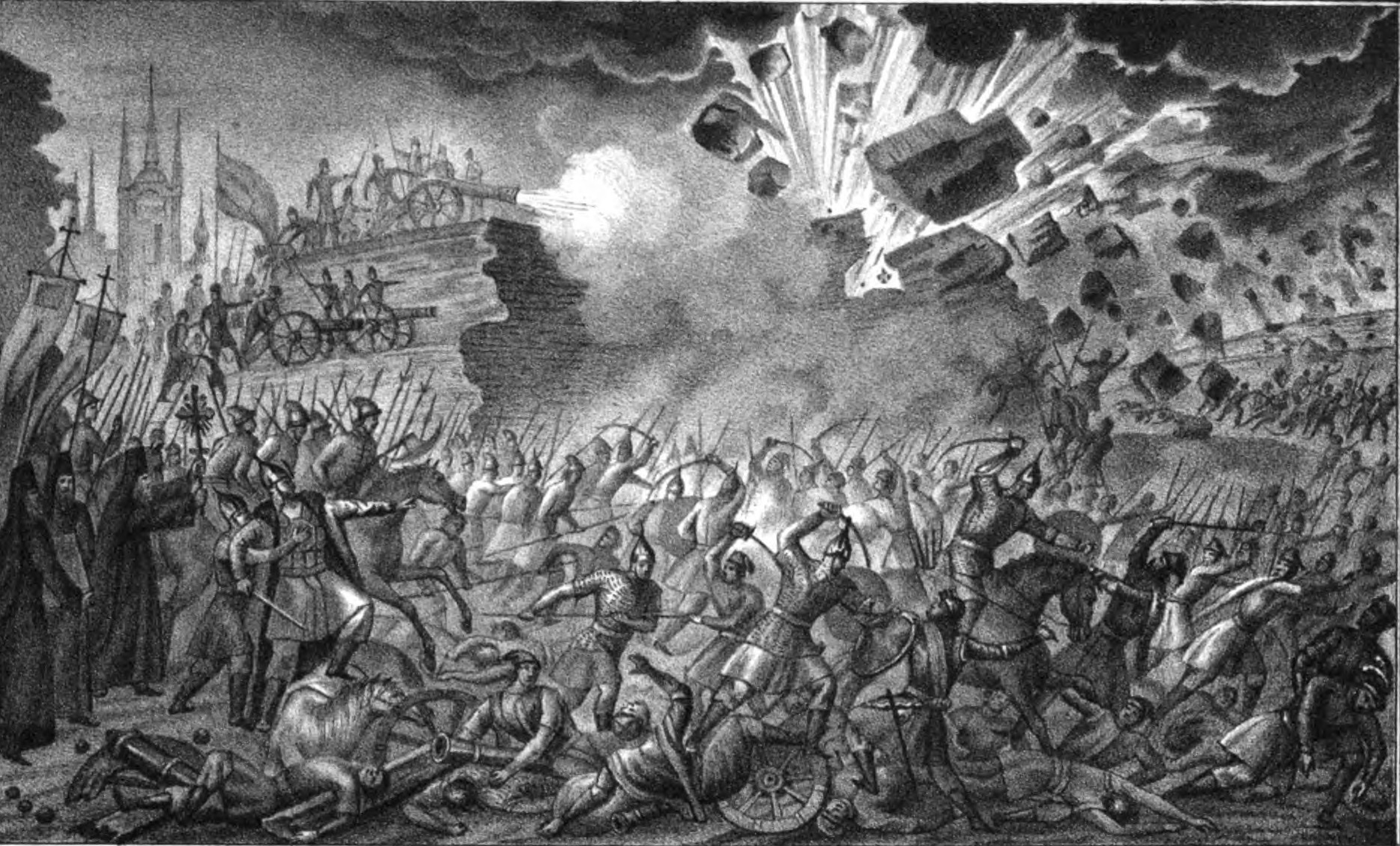
Die Belagerung von Pskow (1581/82) in einer Darstellung aus dem 19. Jahrhundert

Mit Stephan Báthory konnte sich 1576 ein ungarischer Aristokrat aus dem Fürstentum Siebenbürgen in Polen erfolgreich als neuer König durchsetzen. Báthory war ein geschickter Taktiker im Machtgefüge der Republik und führte nun sein Heer gegen den Moskauer Staat im Livländischen Krieg an.
1578 schlug eine gemeinsame polnisch-schwedische Einheit einen moskowitischen Versuch zur Rückeroberung Wendens zurück.
Nach der Heeresreform des Jahres 1578 und gezielten militärischen Vorbereitungen verfügte Polen im Sommer 1579 über eine 41.000 Mann starke Armee. Nun eröffnete Báthory den Gegenangriff unmittelbar gegen nordwestrussisches Territorium. Er eroberte Polazk im August 1579. Mit dem Ziel, Russland den Zugang zu Livland abzuschneiden, zog Stephan Báthory in Richtung Welikije Luki und befreite 1580 das nördliche Weißrussland. Gleichzeitig bahnten sich für Russland an der schwedisch-russischen Grenze bedrohliche Entwicklungen an. 1579 musste der schwedische Oberkommandierende Henrik Klasson Horn die am 14. September gegen Narwa herangeführten Truppen nach zweiwöchiger Belagerung wieder abziehen, der neue Angriff an der karelischen Front brachte die Eroberung Kexholms am 5. November 1580. Am 6. September des folgenden Jahres fiel Narwa in schwedische Hand. Iwan IV. erbat nun die Vermittlung des Papstes, der sich in der Hoffnung auf eine Kirchenunion und eine gemeinsame Türkenabwehr in die Auseinandersetzungen einschaltete.
Stephan Báthory führte auf dem dritten Kriegszug die polnischen Truppen bis vor Pleskau und schloss Anfang September 1581 den Belagerungsring um die Stadt. Obwohl es gelang, am 8. September durch Artilleriebeschuss eine Bresche in die Stadtmauer zu schlagen, scheiterte die Erstürmung der Stadt am erbitterten, von Fürst Iwan Petrowitsch Schuiski umsichtig organisierten Widerstand der Bewohner. Der Misserfolg vor Pleskau verstärkte die Bereitschaft des polnischen Königs, mit Russland zu einem Ausgleich zu kommen. Er wurde nach zähen Verhandlungen und dank päpstlicher Vermittlung durch den Jesuiten Antonio Possevino bei Pleskau am 15. Januar 1582 im Dorf Jam Zapolski erreicht.
Unterdessen war dem schwedischen Heerführer Pontus De la Gardie gelungen, die Russen aus Nordestland zu verdrängen und das nordwestrussische Ingermanland einzunehmen. Nach dem Friedensschluss mit Polen-Litauen sandte Ivan seine Truppen gegen den schwedischen Gegner, die jedoch keinen entscheidenden Erfolg erzielten. Daraufhin bot der Zar im August 1583 an der Pljussa bei Narva Johann III. einen Waffenstillstand an.

## Frieden und Kriegsfolgen
Im Waffenstillstand von Jam Zapolski mit Polen-Litauen von 1582 verzichtete Iwan IV. auf zehn Jahre auf Livland und Polazk, erhielt aber die von König Stephan Báthory zwischen 1579 und 1581 eroberten russischen Gebiete zurück, nachdem der die mehrmonatige erfolglose Belagerung von Pskow aufgegeben hatte.
Am 7. November 1582 brachen die Schweden nach mehrwöchigen vergeblichen Versuchen, die Festung Schlüsselburg im Sturmangriff zu nehmen, die Belagerung ab. Im Friedensvertrag von Pljussa verzichtete Iwan u. a. auf Jam, Koporje und Iwangorod und erkannte den Besitz von Estland und Ingermanland der schwedischen Krone zu. Dadurch wurde Russland von der Ostsee isoliert. Das 1584 am Weißen Meer gegründete Archangelsk war für über ein Jahrhundert sein einziger Hafen, über den es jetzt noch Handel mit dem Westen treiben konnte.
1584 starb Iwan IV. völlig ausgezehrt. Er hinterließ im Inneren ein zerrüttetes, im Äußeren ein ungefestigtes Land und mit Fjodor I. einen geistig zurückgebliebenen Sohn auf dem Thron, für den jedoch der Bojare Boris Godunow die Regierungsgeschäfte übernahm. Nach dem Tod Fjodors 1598 erlosch die jahrhundertealte Rurikiden-Dynastie. In den folgenden dreißig Jahren stürzte das Land in schwere politische Unruhen (Zeit der Wirren).

## Endnoten
1. ↑  Ernst Laubach: Ferdinand I. als Kaiser. Politik und Herrscherauffassung des Nachfolgers Karls V. Aschendorff, Münster 2001, ISBN 3-402-05165-6, S. 681–683.Digitalisat
2. ↑  Reinhard Wittram: Baltische Geschichte. Die Ostseelande Livland, Estland, Kurland 1180–1918. Oldenbourg, München 1954, S. 66.
3. ↑  Ernst Laubach: Ferdinand I. als Kaiser. Politik und Herrscherauffassung des Nachfolgers Karls V. Aschendorff, Münster 2001, S. 343.
4. ↑  Ernst Laubach: Ferdinand I. als Kaiser. Politik und Herrscherauffassung des Nachfolgers Karls V. Aschendorff, Münster 2001, S. 344.
5. ↑  Dietrich Beyrau, Rainer Lindner (Hrsg.): Handbuch der Geschichte Weißrusslands. Vandenhoeck & Ruprecht, Göttingen 2001, ISBN 3-525-36255-2, S. 93.
6. 1 2 3  Dietrich Beyrau, Rainer Lindner (Hrsg.): Handbuch der Geschichte Weißrusslands. Vandenhoeck & Ruprecht, Göttingen 2001, ISBN 3-525-36255-2, S. 94
7. ↑  Heinz von zur Mühlen: Das Ostbaltikum unter Herrschaft und Einfluß der Nachbarmächte (1561–1710/1795). In: Gert von Pistohlkors (Hrsg.): Deutsche Geschichte im Osten Europas. Baltische Länder. Siedler, Berlin 1994, ISBN 3-88680-214-0, S. 173–264, hier S. 182.
8. ↑  Enn Tarvel: Kirche und Bürgerschaft in den baltischen Städten im 16. und 17. Jahrhundert. In: Matthias Asche, Werner Buchholz, Anton Schindling (Hrsg.): Die baltischen Lande im Zeitalter der Reformation und Konfessionalisierung. Livland, Estland, Ösel, Ingermanland und Lettgallen. Stadt, Land und Konfession 1500–1721, Bd. 3, Aschendorff, Münster 2011, S. 17–99, hier S. 59.
9. ↑  Henads Sahanowitsch: Der Eintritt des Großfürstentums Litauen in die polnisch-litauische Adelsrepublik: Weißrußland im 16. und 17. Jahrhundert. In: Dietrich Beyrau, Rainer Lindner (Hrsg.): Handbuch der Geschichte Weißrußlands. 2001, ISBN 978-3-525-36255-6, S. 93–118, hier S. 94.
10. 1 2 3 4  Norbert Angermann: Beginn des Livländischen Krieges
11. ↑  In einem gegenseitigen Briefwechsel beschimpften sich beide Herrscher auf unterstem Niveau. So schrieb z. B. Johann III. an Ivan IV., nachdem dieser ihm geschrieben hatte, dass Johann von niederer Herkunft sei: „Wenn wir nicht gehört hätten, dass dein Vater Großfürst in Russland war, hätten wir wohl Ursache anzunehmen, dass irgend ein Mönch oder Bauernkerl dein Vater gewesen sei“. Weiterhin verstieg sich Johann zu weiteren Bemerkungen, Iwan IV. habe einen „höheren Schweineverstand“ und sei ein „stinkender Lügner“. In: Jörg-Peter Findeisen: Schweden. Von den Anfängen bis zur Gegenwart. Friedrich Pustet, Regensburg 1997, ISBN 3-7917-1561-5, S. 104.
12. ↑   Robert Frost: Polen-Litauen, Moskau und Schweden. Am Anfang einer „Epoche der Nordischen Kriege“. In: Hans-Jürgen Bömelburg (Hrsg.): Polen in der europäischen Geschichte. Frühe Neuzeit 16. bis 18. Jahrhundert. Band 2. Hiersemann, Stuttgart 2017, ISBN 978-3-7772-1710-9, S. 219–237 hier 228 (hiersemann.de [PDF]).
13. ↑  Dietrich Beyrau, Rainer Lindner (Hrsg.): Handbuch der Geschichte Weißrusslands. Vandenhoeck & Ruprecht, Göttingen 2001, ISBN 3-525-36255-2, S. 96.